# Japansk beckasin
Japansk beckasin (Gallinago hardwickii) är en östasiatisk beckasin i familjen snäppor inom ordningen vadarfåglar.

## Utseende
Denna art är en rätt stor (28-30 cm) och kraftig beckasin med lång stjärt som sticker ut bakom vingarna på stående fågel. Karakteristiskt är att det gräddfärgade ögonbrynsstrecket är bredare än de längsgående mörkare hjässbanden och tygeln framför ögat. Vingtäckarna är brett spetsade i beigevitt. Liknande tajgabeckasinen har både kortare vingar och stjärt, och bergbeckasinen är ingefärsfärgad på bröst samt är vitare på mantel och skapularer.

## Utbredning och systematik
Japansk beckasin är en långflyttare som häckar på Sachalin och i Japan och övervintrar i östra Australien, på Tasmanien och Nya Guinea. Tillfälligt har den observerats i Nya Zeeland, Sydkorea och Marshallöarna. Den behandlas som monotypisk, det vill säga att den inte delas in i några underarter.

## Levnadssätt
Japansk beckasin häckar på torr ljunghed och i öppen björk- eller lärkskog. Den födosöker ofta nattetid för att under tagen ta skydd.

## Status och hot
Arten har ett stort utbredningsområde och en stor population, men tros minska i antal på grund av habitatförstörelse. Kraftig torka i övervintringsområdet i Australien tros ha påverkat beståndet så pass kraftigt att internationella naturvårdsunionen IUCN sedan 2022 kategoriserar arten som nära hotad (NT). Världspopulationen uppskattas till mellan 20 000 och 39 000 individer.

## Namn
Fågelns vetenskapliga artnamn hedrar Charles Browne Hardwicke (1788-1851), engelsk pionjär och samlare av specimen i Tasmanien.

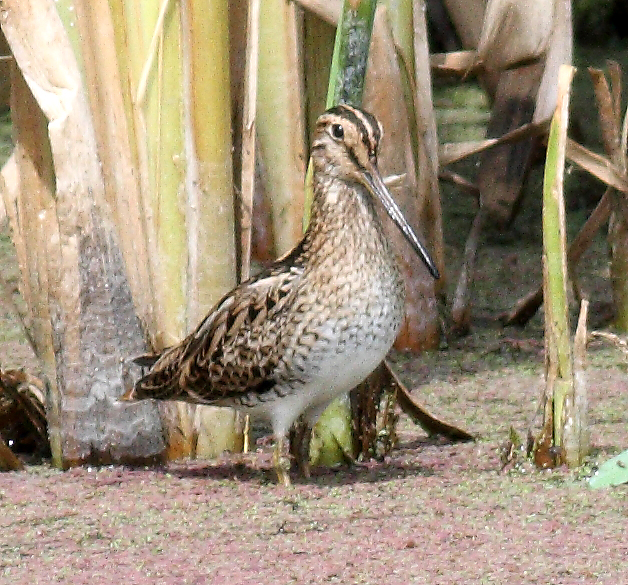
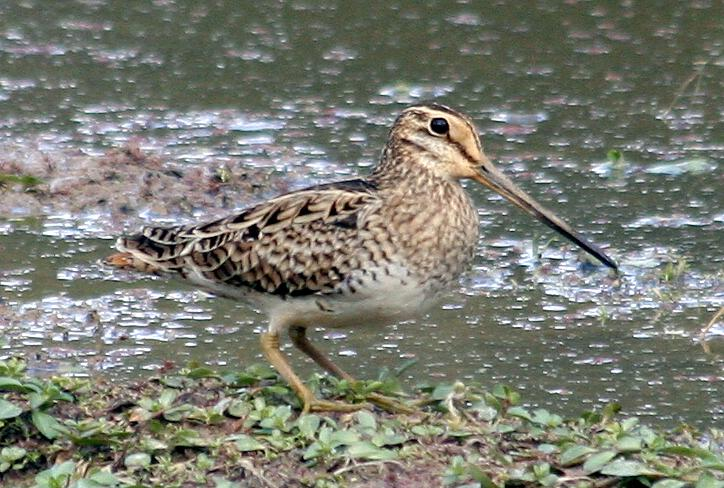